# نص معمى

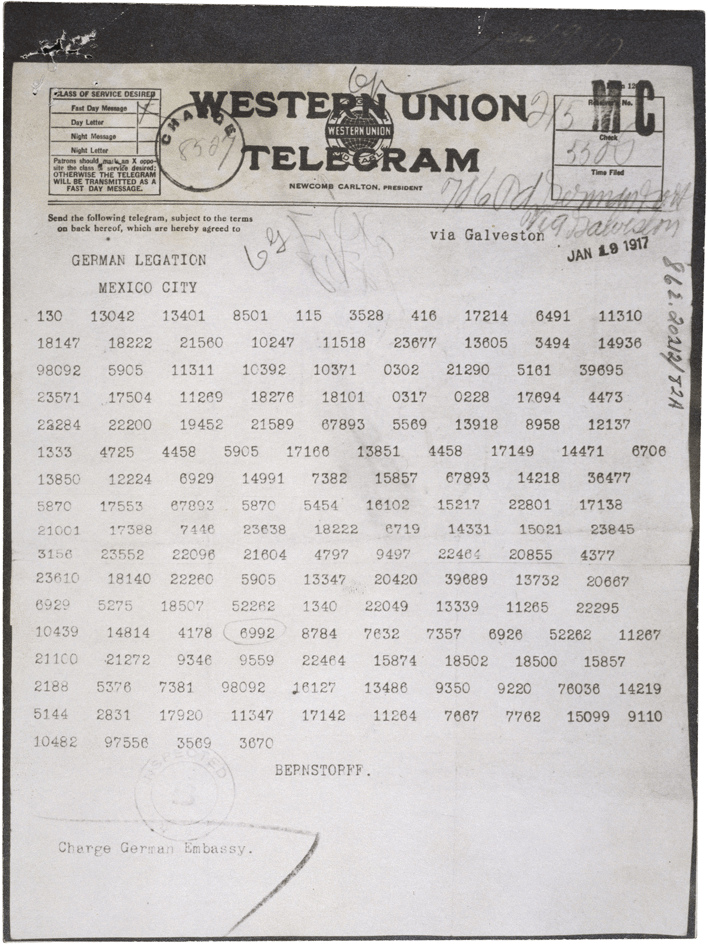
برقية زيمرمان كما أُرسِلتْ من واشنطن إلى السفير هانريش فون إيكارد (الذي كان في المكسيك)

النص المُعمَّى (بالإنجليزية: Ciphertext) أو المِحرَف المُرمَّز (بالإنجليزية: Cipher) ويشار له أيضاً باسم هي نتيجة علمية تعمية لنص باستخدام خوارزمية تسمى مُعمِّيًا.